# 短鬚鰻鱗鱈
短鬚鰻鱗鱈為輻鰭魚綱鱈形目南極鱈科的其中一種。

## 分布
本魚分布於南冰洋附近水域。

## 特徵
本魚體延長而側扁，眼上方枝頭背部幾乎成直線。頦鬚短而不及眼徑。第一背鰭鰭條單一，長度相等於眼徑或稍大於眼徑；胸鰭不延長至肛門上方；腹鰭窄，鰭條數5枚，外側兩個鰭條呈絲狀，體色多變，一般為紅褐色，常帶有鏽斑。體長可達40公分。

## 生態
屬冷水域魚類，喜棲息在大陸棚斜坡，深度在30~1000公尺，以浮游動物為食。

## 經濟利用
食用價值不高，一般以下雜魚處理，或製成魚粉。